# Eleição municipal de Itu em 2016
A eleição municipal de Itu em 2016 foi realizada em 2 de outubro de 2016 para eleger um prefeito, um vice-prefeito e 13 vereadores no município de Itu, no Estado de São Paulo, no Brasil. O prefeito eleito foi Guilherme Gazzola, do PTB, com 28% dos votos válidos, sendo vitorioso logo no primeiro turno em disputa com quatro adversários, Neto Beluci (PRB), Rita Passos (PSD), Oswaldo Sonsini (PSDB) e  Mônica Seixas (PSOL) . O vice-prefeito eleito Caio Gaiane (REDE).
O pleito em Itu foi parte das eleições municipais nas unidades federativas do Brasil. Bauru foi um dos 262 municípios vencidos pelo PTB; no Brasil, há 5.570 cidades.
A disputa para as 13 vagas na Câmara Municipal de Itu envolveu a participação de 301 candidatos. O candidato mais bem votado foi o Carlota, que obteve 3.168 votos (3,80% dos votos válidos).

## Antecedentes
Na eleição municipal de 2012, Tuíze, do PSD, derrotou o candidato do PMDB Oswaldo Sonsini, ambos dominaram a eleição. Essa foi a primeira vez de Tuíze como prefeito de Itu, antes, o candidato foi Secretário da Administração nos dois mandatos do prefeito Herculano Passos. O candidato do PSD foi eleito com 40,75% (33.384 votos) dos votos válidos, em 2012. Seu maior concorrente, Oswaldo Sonsini (PMDB), aparecia como líder nas pesquisas pré eleição. Após ter sido derrotado alegou ter havido fraude nas urnas. 

## Eleitorado
Na eleição de 2016, estiveram aptos a votar 95.195 ituanos, o que correspondia a 77,70% de comparecimento na eleição do total da população da cidade.

## Candidatos
Foram cinco candidatos à prefeitura em 2016: Guilherme Gazzola do PTB, Neto Beluci do PRB, Rita Passos do PSD, Oswaldo Sonsini do PSDB e  Mônica Seixas do PSOL.
| N.º | Candidato(a)      | Vice          | Partido | Coligação                                                                                      |
| --- | ----------------- | ------------- | ------- | ---------------------------------------------------------------------------------------------- |
| 10  | Neto Beluci       | Matheus Costa | PRB     | "Unidos por Itu" (PRB / PROS / PT do B / PHS / SD / PV / PSB / PMB / PC do B / PR / PTC / PPL) |
| 14  | Guilherme Gazzola | Caio Gaiane   | PTB     | "Itu precisa mudar" (PTB / REDE)                                                               |
| 45  | Oswaldo Sonsini   | Pedro Moraes  | PSDB    | "Mudar de verdade" (PSDB / DEM / PPS / PMN / PSC / PRP / PEN / PSL)                            |
| 50  | Mônica Seixas     | Zeanro        | PSOL    | partido isolado                                                                                |
| 55  | Rita Passos       | Dr. Bastos    | PSD     | "Juntos por amor a Itu" (PRTB / PP / PMDB / PTN / PSDC / PDT / PSD)                            |

## Campanha
Guilherme Gazzola, que foi eleito prefeito de Itu, teve como proposta de governo a criação de um plano de gestão urbana através do projeto Cidades Inteligentes Sustentáveis, envolvendo tecnologia e a participação ativa dos cidadãos o projeto visa a interação entre pessoas a partir de serviços de informação e materiais. O projeto também se consolida com a discussão global sobre sustentabilidade e um mercado de soluções tecnológicas desenvolvendo atividades e fatores para tornar uma cidade mais inteligente. No caso de Itu a saúde pública exige soluções. Gazzola coloca como proposta a implantação do Poupatempo da Saúde, visando atendimentos mais rápidos de pacientes, com data e hora marcadas.

### Pesquisas
Existem duas pesquisas eleitorais registradas no site do Tribunal Superior Eleitoral, Uma Feita pelo Instituto de Pesquisa Sorocabano (IPESO) e outra pelo Instituto Kairós. A última teve sua divulgação proibida pela Justiça Eleitoral com multa de 25 mil reais por descumprimento da determinação. A justificativa da proibição é de que a pesquisa é uma inconsistência metodológica e por a divulgação do seu resultado estar marcado tão perto da eleição (três dias antes, 30 de setembro de 2016), poderia influenciar diretamente no seu resultado.
| Data de realização             | Data de divulgação     | Instituto        | Número de registro no TRE | Contratante                                        | Entrevistados | Margem de erro | Candidato               | Candidato           | Candidato             | Candidato            | Candidato            | Não sabe/ Não respondeu | Brancos e nulos     |
| Data de realização             | Data de divulgação     | Instituto        | Número de registro no TRE | Contratante                                        | Entrevistados | Margem de erro | Guilherme Gazzola (PTB) | Rita Passos (PRB)   | Oswaldo Sonsini (PSD) | Paulo Martins (PSDB) | Monica Seixas (PSOL) | Não sabe/ Não respondeu | Brancos e nulos     |
| ------------------------------ | ---------------------- | ---------------- | ------------------------- | -------------------------------------------------- | ------------- | -------------- | ----------------------- | ------------------- | --------------------- | -------------------- | -------------------- | ----------------------- | ------------------- |
| de 20 a 23 de setembro de 2016 | 2 de outubro de 2016   | IPESO            | SP-05094/2016             | ELEIÇÃO 2016 RITA DE CASSIA TRINCA PASSOS PREFEITO | 442           | 4,7%           |                         |                     |                       |                      |                      |                         |                     |
| de 23 a 24 de setembro de 2016 | 30 de setembro de 2016 | INSTITUTO KAIROS | SP-04187/2016             | INSTITUTO KAIROS                                   | 400           | ±5%            | Divulgação proibida     | Divulgação proibida | Divulgação proibida   | Divulgação proibida  | Divulgação proibida  | Divulgação proibida     | Divulgação proibida |

## Resultados

### Prefeito
No dia 2 de outubro, Guilherme Gazzola foi eleito prefeito de Itu com 28% dos votos válidos. Antes disso, Gazzola já havia se formado como cirurgião dentista e foi vereador duas vezes: de 2000 a 2004 e de 2009 a 2012 (pelo PPS). A cerimônia de posse ocorreu no dia 1 de janeiro de 2017 no auditório do Centro Administrativo Municipal.
| Candidato(a)            | Vice                   | 1º Turno 7 de outubro de 2012 | 1º Turno 7 de outubro de 2012 |
| Candidato(a)            | Vice                   | Votação                       | Votação                       |
|                         |                        | Total                         | Porcentagem                   |
| ----------------------- | ---------------------- | ----------------------------- | ----------------------------- |
| Guilherme Gazzola (PTB) | Dr. Caio Gaiane (REDE) | 22.582                        | 28,00%                        |
| Neto Beluci (PRB)       | Matheus Costa (PHS)    | 21.936                        | 27,20%                        |
| Rita Passos (PSD)       | Dr. Bastos (PSD)       | 16.007                        | 19.85%                        |
| Oswaldo Sonsini (PSDB)  | Pedro Moraes (DEM)     | 15.213                        | 18.86%                        |
| Monica Seixas (PSOL)    | Zenaro (PSOL)          | 4.914                         | 6.09%                         |
| Total de votos válidos  | Total de votos válidos | 80.652                        | 84,72%                        |
| Votos em branco         | Votos em branco        | 4.732                         | 4,97%                         |
| Votos nulos             | Votos nulos            | 9.811                         | 10,31%                        |
| Total                   | Total                  | 95.195                        | 100%                          |
| Abstenções              | Abstenções             | 27.318                        | 22,30%                        |
| Votos apurados          | Votos apurados         | 95.195                        | 100%                          |
| Total de eleitores      | Total de eleitores     | 122.513                       | 100%                          |

### Vereador
Dos treze (13) vereadores eleitos apenas três (3) eram em 2016 da base de Guilherme Gazzola (PTB) e apenas uma é mulher. O vereador mais votado foi Carlota (PTB), que teve 3.168  votos. O PTB é o partido com o maior número de votos válidos (3), seguido por PTN, PSD e PHS.
| Resultado da eleição para a Câmara Municipal de Itu em 2016 por candidato | Resultado da eleição para a Câmara Municipal de Itu em 2016 por candidato | Resultado da eleição para a Câmara Municipal de Itu em 2016 por candidato | Resultado da eleição para a Câmara Municipal de Itu em 2016 por candidato | Resultado da eleição para a Câmara Municipal de Itu em 2016 por candidato | Resultado da eleição para a Câmara Municipal de Itu em 2016 por candidato |
| Candidato                                                                 | Número                                                                    | Partido                                                                   | Votos                                                                     | Porcentagem                                                               |                                                                           |
| ------------------------------------------------------------------------- | ------------------------------------------------------------------------- | ------------------------------------------------------------------------- | ------------------------------------------------------------------------- | ------------------------------------------------------------------------- | ------------------------------------------------------------------------- |
| Carlota                                                                   | 14380                                                                     | PTB                                                                       | 3.168                                                                     | 3,80%                                                                     |                                                                           |
| Luciano do Secom                                                          | 14123                                                                     | PTB                                                                       | 2.786                                                                     | 3,34%                                                                     |                                                                           |
| Normino da Rádio                                                          | 31105                                                                     | PHS                                                                       | 2306                                                                      | 2,77%                                                                     |                                                                           |
| Maria do Carmo Piunti                                                     | 20400                                                                     | PSC                                                                       | 1.844                                                                     | 2,21%                                                                     |                                                                           |
| Dr. Sérgio Castanheira                                                    | 55610                                                                     | PSD                                                                       | 1.738                                                                     | 2,09%                                                                     |                                                                           |
| Eduardo Ortiz                                                             | 31031                                                                     | PHS                                                                       | 1.559                                                                     | 1,87%                                                                     |                                                                           |
| Thiago Gonçales 'Adautinho'                                               | 22022                                                                     | PR                                                                        | 1527                                                                      | 1,83%                                                                     |                                                                           |
| Jabá                                                                      | 55777                                                                     | PSD                                                                       | 1.444                                                                     | 1,73%                                                                     |                                                                           |
| José Galvão                                                               | 55777                                                                     | DEM                                                                       | 1.345                                                                     | 1,61%                                                                     |                                                                           |
| Dito Roque                                                                | 19777                                                                     | PTN                                                                       | 1.305                                                                     | 1,57%                                                                     |                                                                           |
| Mané da Saúde                                                             | 10000                                                                     | PRB                                                                       | 1.246                                                                     | 1,50%                                                                     |                                                                           |
| Giva                                                                      | 90123                                                                     | PROS                                                                      | 1.195                                                                     | 1,43%                                                                     |                                                                           |
| Luiz Costa                                                                | 54444                                                                     | PPL                                                                       | 1.157                                                                     | 1,39%                                                                     |                                                                           |
| Henrique de Paula                                                         | 43123                                                                     | PV                                                                        | 1.139                                                                     | 1,37%                                                                     |                                                                           |
| Marcos Moraes                                                             | 22000                                                                     | PTN                                                                       | 1.117                                                                     | 1,34%                                                                     |                                                                           |
| Nair Langue                                                               | 10777                                                                     | PRB                                                                       | 1.108                                                                     | 1,33%                                                                     |                                                                           |
| Marquinhos da Funeraria                                                   | 55555                                                                     | PSD                                                                       | 1.092                                                                     | 1,31%                                                                     |                                                                           |
| Zelito do Quiosque                                                        | 12000                                                                     | PDT                                                                       | 1.057                                                                     | 1,27%                                                                     |                                                                           |
| Josimar                                                                   | 19500                                                                     | PTN                                                                       | 933                                                                       | 1,12%                                                                     |                                                                           |
| Marcão da Auto Escola                                                     | 36136                                                                     | PTC                                                                       | 920                                                                       | 1,10%                                                                     |                                                                           |
| Wilson da Farmácia                                                        | 77000                                                                     | SD                                                                        | 913                                                                       | 1,10%                                                                     |                                                                           |
| Serginho da Saúde                                                         | 12333                                                                     | PSB                                                                       | 912                                                                       | 1,09%                                                                     |                                                                           |
| Adilson do Itaim                                                          | 28888                                                                     | PRTB                                                                      | 879                                                                       | 1,06%                                                                     |                                                                           |
| Patrícia da Aspa                                                          | 45800                                                                     | PSDB                                                                      | 857                                                                       | 1,03%                                                                     |                                                                           |
| Macruz                                                                    | 28888                                                                     | PTB                                                                       | 818                                                                       | 0,98%                                                                     |                                                                           |

| Votos nominais   | Votos nominais   | 77.833 | 93,42% |
| Votos em legenda | Votos em legenda | 5.478  | 6,58%  |
| Votos válidos    | Votos válidos    | 83.311 | 87,52% |
| Votos nulos      | Votos nulos      | 6.942  | 7,29%  |
| Votos em branco  | Votos em branco  | 4.942  | 5,19%  |
| Total            | Total            | 95.195 | 100%   |
| ---------------- | ---------------- | ------ | ------ |

## Análises
Guilherme Gazzola, durante sua cerimonia de posse, declarou:  “A ordem é austeridade e respeito ao dinheiro público, revisão de contratos, anulação de concorrências suspeitas, transparência nas licitações e acompanhamento jesuítico do dinheiro público”. Segue com um mandato aclamado, o que o levou a ser eleito o presidente do Conselho de Desenvolvimento da Região Metropolitana de Sorocaba (RMS), do dia 3 de maio de 2017. O mandato será de um ano e sua posição de vice-presidente do Conselho ao lado do prefeito de Piedade, José Tadeu de Resende. O deputado estadual Campos Machado definiu a eleição como a vitória da dignidade de quem quer mudar as coisas. A Região Metropolitana de Sorocaba (RMS) é composta por 27 municípios e gera 4,25% do PIB paulista, caracterizada pelo destaque da produção industrial.